# Daylesford House
Daylesford House est une maison de campagne géorgienne près de Daylesford, Gloucestershire (anciennement dans le Worcestershire jusqu'en 1931), sur la rive nord de la rivière Evenlode près de la frontière avec l'Oxfordshire. Il est à environ 5 miles (8 km) à l'est de Stow-on-the-Wold et 5 miles à l'ouest de Chipping Norton.
La maison est classée Grade I sur la liste du patrimoine national d'Angleterre depuis 1960, et ses jardins sont ensuite classés Grade II * sur le registre des parcs et jardins historiques en 1986.
Le domaine comprend une orangerie de style gothique de la fin du XVIIIe siècle, qui est classée catégorie I. L'écurie et la glacière sur le terrain sont également classées séparément au grade II.

## Histoire
L'ancien manoir de Daylesford est acquis en 1788 par Warren Hastings, ancien gouverneur général de l'Inde, avec le domaine pour 54 000 £. Warren Hastings descend de la famille Hastings qui possède le manoir du XIIe au XIVe siècle, puis à nouveau du XVe siècle jusqu'à ce qu'il soit vendu en 1715 par le grand-père de Hastings à un marchand de Bristol, Jacob Knight. Knight commence la construction d'une nouvelle maison vers 1730, mais celle-ci reste inachevée lorsque Knight et son fils aîné John meurent en 1788. Hastings a auparavant offert le double de la valeur du terrain pour récupérer la maison, et il achète finalement le domaine en 1788 d'un fils cadet, Thomas Knight.
La coque est remodelée par Hastings de 1788 à 1793 environ selon les plans de Samuel Pepys Cockerell, architecte de la Compagnie des Indes orientales, pour créer une maison largement néoclassique avec certaines caractéristiques inspirées des styles architecturaux indiens. Cockerell pousse les motifs indiens plus loin à Sezincote House, construite pour son frère Sir Charles Cockerell à proximité.
Après sa mort en 1818, Hastings est enterré à l'église Saint-Pierre de Daylesford à proximité, et la maison est occupée par sa veuve Marian jusqu'à sa mort en 1837, puis par son fils (le beau-fils de Hastings) Sir Charles Imhoff jusqu'à ce qu'il la vende en 1853 à l'agent de change Harman Grisewood. Pendant la période de propriété de Grisewood, des modifications sont apportées aux intérieurs et aux extérieurs par Robert Trollope. Après la mort de Grisewood en 1874, la maison est acquise par R. Nichol Byass, puis elle est vendue en 1884 à Charles Edward Baring Young.
Daylesford House est occupée par des soldats américains pendant la Seconde Guerre mondiale et laissée dans un état délabré. La maison et le domaine sont acquis par Esmond Harmsworth, 2e vicomte Rothermere en 1946. Il restaure la maison avec l'aide de l'architecte Philip Jebb et du décorateur d'intérieur John Beresford Fowler. Il est ensuite acquis par le baron Hans Thyssen pour 600 000 £ à la fin des années 1970. Thyssen embauche le designer italien Lorenzo Mongiardino pour redécorer l'intérieur à un coût presque égal au prix d'achat de la maison. Thyssen estime ensuite qu'il a dépensé 3 millions de livres sterling pour Daylesford, ayant rénové des maisons sur le domaine et augmenté la propriété foncière environnante à 12 000 acres. Il est vendu en 1986 à Anthony Bamford. Le comte de Snowdon et sa famille louent un chalet sur le domaine.

## La maison
L'extérieur de la maison présente un style néoclassique simple, basé sur Palladio, avec quelques détails français pointilleux. La maison a un plan en "H", avec un bloc central de trois étages et des ailes de deux étages, construites à partir de pierres de taille calcaire jaunâtre de Stanway.
La façade sud est à l'origine l'entrée principale, avec des baies inclinées à chaque extrémité, accessible par une allée qui passe devant la façade ouest principale. La façade principale est à l'origine à l'ouest, au centre de laquelle se trouve une baie semi-circulaire en saillie, avec quatre piliers ioniques et des guirlandes néoclassiques françaises autour de l'architrave, surmontées d'un dôme peu profond avec un fleuron pointu en pierre de Coade et des ailes en saillie de chaque côté. Le dôme d'inspiration orientale est antérieur à la publication des aquatintes architecturales de Thomas Daniell et William Daniell en 1796, et des dômes de Sezincote House et Brighton Pavilion. L'entrée principale est déplacée vers la façade est au XIXe siècle, avec l'ajout d'une extension de la fin du XIXe siècle avec un porche et un portique toscans en saillie et un toit plat.
L'intérieur est décoré dans un style classique sobre, avec deux cheminées de Thomas Banks et une de John Bacon aux motifs indiens. Le schéma de décoration original de Hasting utilise fréquemment l'or et le cramoisi en lien avec sa collection de meubles de style oriental. Les pièces principales sont orientées sud et ouest, avec vue en contrebas sur le parc, et les logements de service sont situés côté nord boisé. Un boudoir circulaire dans le dôme, face à l'ouest, est la chambre d'apparat principale, a un haut plafond en forme de dôme et une baie segmentaire.
Une écurie en courbe incurvée est située près de la maison.

## Jardins
Hastings fait aménager également les jardins et les terrains par John Davenport. À l'ouest de la maison se trouve une pelouse avec vue sur un ha-ha vers le parc, et il y a des terrasses au sud et à l'est. La principale approche formelle vient du village de Daylesford au sud-ouest, à travers un parc d'environ 120 hectares, avec de nombreux arbres matures et des zones boisées, deux lacs (dont l'un a une île, autrefois le site d'un temple décoratif), et un potager clos. Un jardin d'environ 10 hectares entoure la maison, avec principalement des plantations du XIXe siècle.
Environ 200 m à l'est de la maison se trouve une orangerie construite en 1789-1790 selon les plans de Davenport. De style gothique, le bâtiment à sept baies est construit à partir de pierres de taille, avec de hautes fenêtres pointues orientées au sud sur le parc, un fronton au-dessus des trois baies centrales, des ailes rondes à chaque extrémité et des créneaux avec des pinacles. De nombreux détails sont basés sur les livres de patrons de Batty Langley.